# Aselizumab
L'aselizumab è un anticorpo monoclonale di tipo murrino che è studiato come farmaco immuno soppressivo nei pazienti con severo politrauma. Esso li lega all'antigene CD62L.

### Aselizumab
- (EN) Klaus Ley, Adhesion molecules: function and inhibition, Springer, 2007,  pp. 49–, ISBN 978-3-7643-7974-2.
- (EN) Hans-Christoph Pape, Andrew B. Peitzman e C. William Schwab, Damage Control Management in the Polytrauma Patient, Springer, 22 settembre 2009,  pp. 42–, ISBN 978-0-387-89507-9.